# Município de New Jasper (condado de Greene, Ohio)
O município de New Jasper (em inglês: New Jasper Township) é um município localizado no condado de Greene no estado estadounidense de Ohio. No ano de 2010 tinha uma população de 2.568 habitantes e uma densidade populacional de 45,86 pessoas por km².

## Geografia
O município de New Jasper encontra-se localizado nas coordenadas 39° 39′ 30″ N, 83° 49′ 24″ O. Segundo a Departamento do Censo dos Estados Unidos, o município tem uma superfície total de 56 km², da qual 55,47 km² correspondem a terra firme e (0,94 %) 0,53 km² é água.

## Demografia
Segundo o censo de 2010, tinha 2.568 habitantes residindo no município de New Jasper. A densidade populacional era de 45,86 hab./km². Dos 2.568 habitantes, o município de New Jasper estava composto pelo 97,7 % brancos, o 0,9 % eram afroamericanos, o 0,23 % eram amerindios, o 0,08 % eram asiáticos, o 0,16 % eram de outras raças e o 0,93 % eram de uma mistura de raças. Do total da população o 0,78 % eram hispanos ou latinos de qualquer raça.